# Robert Schmelzer
Robert Schmelzer (* 7. März 1914 in Herne; † 3. März 1996 in Kirchhundem) war ein deutscher Journalist und Herausgeber der Tageszeitung Westfalenpost.

## Herkunft
Die Eltern von Robert Schmelzer stammen beide aus Maumke, jetzt Lennestadt. Als Lokführer war der Vater im Ruhrgebiet beschäftigt. Die Eltern beabsichtigten aber, wieder ins Sauerland zu ziehen, und der Vater beantragte deswegen seine Versetzung nach Altenhundem, jetzt Lennestadt. Da diese Versetzung nicht sofort erfolgte, wurde Robert Schmelzer bereits vorab im Sauerland einquartiert, und zwar 1919 bei der Großmutter mütterlicherseits in Maumke. Dort besuchte Robert Schmelzer die Volksschule. 1924 wechselte er zur Rektoratschule nach Altenhundem, im selben Jahr zog die Familie dorthin in eines der neu gebauten Eisenbahnerhäuser. In den Jahren 1928/29 musste Robert Schmelzer krankheitsbedingt den Schulbesuch aussetzen. Danach besuchte er als Internatsschüler das Gymnasium in Attendorn. Die Schullaufbahn beendete er 1934 mit dem Abitur.

## Beruflicher Werdegang
Robert Schmelzer trat nach dem Abitur eine Volontärstelle bei einer kleinen katholischen Zeitung in Alzey an. Es folgten Studien in München, Köln und Berlin bei dem Zeitungswissenschaftler Emil Dovifat. Der verhalf ihm anschließend, weil eine Redakteurstelle bei katholischen Zeitungen nicht zu bekommen war, zu einer Stelle im Auswärtigen Amt.  Am 1. Mai 1937 trat er der NSDAP bei.
1940 wechselte er als Redakteur zur Brüsseler Zeitung, der deutschsprachigen Besatzungszeitung im besetzten Belgien, die der Militärverwaltung unter Alexander von Falkenhausen als Sprachrohr diente. Chefredakteur der Zeitung war Heinrich Tötter, der aus Altenhundem stammte und dessen Zeitungswissenschaftliches Seminar in Köln Robert Schmelzer als Student besucht hatte. Schmelzer baute das Berliner Büro der Brüsseler Zeitung auf und arbeitete sich bis zur Einstellung des Blattes am 2. September 1944 zum stellvertretenden Hauptschriftleiter empor.
1949 wurde Robert Schmelzer Chefredakteur der Ruhr-Nachrichten in Dortmund. Diese bildete von 1961 an eine Redaktionsgemeinschaft mit der Westfalenpost, so dass Schmelzer ab dieser Zeit auch deren Chefredakteur war. 1967 ging er als Chefredakteur zur Frankfurter Neuen Presse und wirkte dort bis 1979.
Robert Schmelzer vermittelte im Jahr 1969, in seiner Funktion als Chefredakteur der Frankfurter Neuen Presse,  viel beachtete Termine zwischen KGB-Mitarbeitern und deutschen Politikern, insbesondere dem damaligen Staatssekretär im Bundeskanzleramt Egon Bahr und dem damaligen CDU-Vorsitzenden Rainer Barzel.
Von 1980 bis 1987 war Robert Schmelzer Herausgeber der Westfalenpost. In dieser Zeit veröffentlichte er unter dem Kürzel „OC“ sein Tagebuch, täglich erscheinende Kurzkolumnen, die auf ein breites Leserinteresse stießen.

## Ehrungen
Robert Schmelzer erhielt 1975 das Bundesverdienstkreuz Erster Klasse und 1979 das Große Bundesverdienstkreuz. Ferner wurde er mit dem Katholischen Journalistenpreis ausgezeichnet.

## Kritik
In seinen späten Jahren geriet Robert Schmelzer für seine Tätigkeit bei der Brüsseler Zeitung in die Kritik. In autobiographischen Veröffentlichungen stellte er dieses Publikationsorgan und seine Tätigkeit als gegen das NS-Regime gerichtet dar. Er selbst habe Schwierigkeiten bekommen, weil er in einem Leitartikel geschrieben habe: „Hitler ist der geschlagendste Feldherr aller Zeiten.“ Tatsächlich war er dem Regime gegenüber in seiner Berichterstattung eher unkritisch und bediente sich des antisemitischen Vokabulars der Machthaber. Schmelzer wurde übel genommen, dass er in seinen Erinnerungen seine Rolle als Journalist in der NS-Zeit nicht korrekt dargestellt habe.

## Werke
- Mein Rückblick – Tanzen Sie mal mit Frau Minister. Josef Grobbel Verlag, Fredeburg 1984, ISBN 3-922659276.